# Gothendorf (Bad Berneck im Fichtelgebirge)
Gothendorf ist ein Gemeindeteil der Stadt Bad Berneck im Fichtelgebirge im Landkreis Bayreuth (Oberfranken, Bayern). Gothendorf liegt in der Gemarkung Rimlas.

## Geografie
Der Weiler ist von Erhebungen des Fichtelgebirges umgeben: im Norden der Gondelberg (580 m ü. NHN), im Südwesten der Wolfenberg (596 m ü. NHN) – hier steht der Prinz-Rupprecht-Turm – und im Südosten der Rabenberg (579 m ü. NHN). Eine Gemeindeverbindungsstraße führt nach Rimlas (1 km südlich) bzw. nach Köslar (1 km westlich). Eine weitere Gemeindeverbindungsstraße führt zur Kreisstraße BT 48 bei der Anschlussstelle 38 der Bundesautobahn 9 (1,6 km nordöstlich).

## Geschichte
Das Bestimmungswort des Ortsnamens ist der Personenname Godo. Ursprünglicher Lehensherr war das Hochstift Bamberg.
Gegen Ende des 18. Jahrhunderts bestand Gothendorf aus 4 Anwesen (1 Halbhof, 2 Viertelhöfe, 1 Söldengütlein). Die Hochgerichtsbarkeit stand dem bayreuthischen Stadtvogteiamt Berneck zu. Die Dorf- und Gemeindeherrschaft sowie die Grundherrschaft über die Anwesen hatte das Kastenamt Gefrees.
Von 1797 bis 1810 unterstand Gothendorf dem Justiz- und Kammeramt Gefrees. Infolge des Ersten Gemeindeedikts wurde Gothendorf dem 1812 gebildeten Steuerdistrikt Berneck zugewiesen. Zugleich entstand die Ruralgemeinde Gothendorf. Sie war in Verwaltung und Gerichtsbarkeit dem Landgericht Gefrees zugeordnet und in der Finanzverwaltung dem Rentamt Gefrees. Mit dem Zweiten Gemeindeedikt (1818) wurde sie in die Ruralgemeinde Rimlas eingegliedert. Im Zuge der Gebietsreform in Bayern wurde die Gemeinde Gothendorf am 1. Januar 1978 in Bad Berneck im Fichtelgebirge eingegliedert.

### Baudenkmäler
- Prinz-Rupprecht-Turm

### Einwohnerentwicklung
| Jahr      | 001818 | 001819 | 001861 | 001871 | 001885 | 001900 | 001925 | 001950 | 001961 | 001970 | 001987 |
| Einwohner | 33     | 31     | 40     | 37     | 31     | 30     | 20     | 39     | 28     | 16     | 19     |
| Häuser    | 4      |        |        |        | 5      | 5      | 4      | 5      | 6      |        | 4      |
| Quelle    | [ 7 ]  | [ 10 ] | [ 11 ] | [ 12 ] | [ 13 ] | [ 14 ] | [ 15 ] | [ 16 ] | [ 17 ] | [ 18 ] | [ 1 ]  |

## Religion
Gothendorf ist seit der Reformation evangelisch-lutherisch geprägt und bis heute nach (Bad) Berneck gepfarrt.